# Йеванически език
Йеваническият или романиотският език (на стандартен гръцки и на йеванически γεβανικά, йеванитика или ρωμανιώτικα, романиотика, с еврейски букви יעואני גלוסא) е диалект на новогръцкия език, традиционно говорен от евреите романиоти (византийските евреи) в Гърция. Като еврейски език е повлиян значително от иврит и арамейски. Йеваническият произхожда от еврейското койне, говорено от елинистическите евреи в региона. Езикът е взаимно разбираем с гръцките диалекти на християнското население. Използва еврейската писменост.

## Име
Йеванически е изкуствен термин, създаден на базата на библейската дума Яван, обозначаваща Гърция и гръцките земи, която от своя страна е форма на гръцката дума Ἰωνία, Йония.